# Мерсер, Джонни
Джон (Джонни) Херндон Мерсер (Мёрсер, англ. John Herndon "Johnny" Mercer, 18 ноября 1909 — 25 июня 1976) — американский поэт-песенник, композитор и певец. Прежде всего Мерсер известен как лирик, автор полутора тысяч песен 1930—1950-х годов, которые стали одними из самых известных хитов того времени. Многие из них были написаны для популярных в те годы кинокартин и бродвейских шоу. Помимо этого он нередко выступал в качестве композитора и исполнителя своих песен. За свою музыкальную карьеры Мерсер 12 раз выдвигался на премию Американской киноакадемии и четырежды становился лауреатом «Оскара». Мерсер также является одним из основателей студии звукозаписи «Capitol Records».

## Премии
Четыре премии «Оскара» за песни:
- «On the Atchison, Topeka and the Santa Fe» (1946) (музыка Гарри Уоррена) для фильма «Девушки Харви»
- «In The Cool, Cool, Cool Of The Evening» (1951) (музыка Хоуги Кармайкл) для фильма «Жених возвращается»
- «Moon River» (1961) (музыка Генри Манчини) для фильма «Завтрак у Тиффани»
- «Days of Wine and Roses» (1962) (музыка Генри Манчини) для фильма «Дни вина и роз»